# Uetendorf
Uetendorf is een gemeente en plaats in het Zwitserse kanton Bern, en maakt deel uit van het district Thun.
Uetendorf telt 5.967 inwoners.